# 圣加大肋纳站
圣加大肋纳站（法語：Sainte-Catherine），副站名“安托万·丹萨特街”（法語：Rue Antoine Dansaert），是布鲁塞尔地铁1号线和5号线的车站，位于比利时布鲁塞尔首都大区布鲁塞尔。

## 名称
该站得名于附近的圣加大肋纳堂，其为当地的一座天主教堂，供奉亚历山大的加大肋纳。副站名“安托万·丹萨特街”则来自附近的安托万·丹萨特街，其以布鲁塞尔政治家安托万·丹萨特命名。